# Stine Pedersen
Stine Ballisager Pedersen (Vellev, Dinamarca; 3 de enero de 1994) es una futbolista danesa. Juega como defensa y su equipo actual es el Vålerenga IF de la Toppserien y forma parte de la selección de fútbol femenino de Dinamarca.

## Carrera
Pedersen comenzó a jugar al fútbol a los seis años. Jugó fútbol juvenil para Vellev IF y luego para Team Viborg. En 2012, firmó con IK Skovbakken.

## Selección nacional
Pedersen jugó para varias selecciones juveniles de Dinamarca. En 2012, debutó con el equipo senior de Dinamarca en un partido contra Brasil.
También formó parte del equipo que representó a Dinamarca en la Eurocopa Femenina 2017, donde llegaron a la final de la competición por primera vez en la historia, pero finalmente perdieron ante Países Bajos.